# Enrico Prampolini
Pour les articles homonymes, voir Prampolini.
Enrico Prampolini, né le 20 avril 1894 à Modène, et mort le 17 juin 1956 à Rome, est un peintre, sculpteur et designer italien.

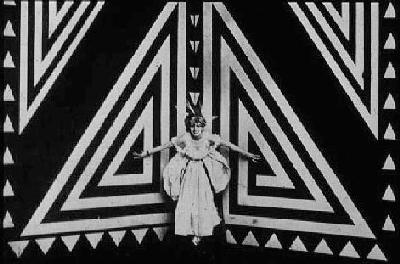
Thais Bragaglia, 1917

## Biographie
Enrico Prampolini étudie sous la direction de Duilio Cambellotti (it) à l'Académie des beaux-arts de Rome. Éminent représentant du futurisme italien, il a des contacts étroits avec les représentants de l'avant-garde européenne comme Dada, la Section d'or, le Bauhaus, De Stijl, Abstraction-Création, Pablo Picasso, Piet Mondrian, Vassily Kandinsky et Jean Cocteau.
Souhaitant mettre le dynamisme futuriste au service du décloisonnement des disciplines artistiques, il publie, en 1914, L'Atmosphèrestructure - Bases pour une architecture futuriste, en 1915, Sculpture des couleurs et sculpture totale, et s'intéresse aux arts de la scène, publiant alors Scénographie et chorégraphie futuriste. Il y développe l'idée d'une scène dynamique où la lumière, le mouvement, la couleur et le bruit sont les seuls acteurs. Le spectacle ainsi conçu est une scène abstraite où la représentation humaine et le jeu des acteurs sont exclus. Il radicalise encore ses positions dans L'Atmosphère scénique futuriste (1924) et dans le manifeste de l'Art mécanique de 1923, cosigné avec Ivo Pannaggi et Vinicio Paladini (pl).
Ses idées révolutionnaires se concrétisent dès 1917. Il édite des séries pour des films d'inspiration futuriste, comme Thaïs, réalisé par Anton Giulio Bragaglia, pour lequel il crée l'intérieur étouffant d'une villa de rêve où les murs sont décorés de spirales, de losanges, de figures  symboliques et inspirées des échecs. Cette œuvre aura beaucoup d'influence dans le paysage antinaturaliste et l'expressionnisme allemand. Il poursuit avec la mise en scène de Matoum et Tevibar (1919) pour le théâtre de marionnettes, en 1925 avec son projet de Théâtre magnétique qui, exposé à Paris, reçoit le grand prix mondial du théâtre à l'Exposition internationale des arts décoratifs et en 1927, les Trois moments, une pantomime dont les personnages sont des appareils mécaniques (ventilateur, phonographe…).
Après son exclusion du futurisme en 1915, Prampolini et Bino Sanminiatelli (it) fondent, en 1917, la revue d'avant-garde Noi où seront publiés des œuvres de Tzara, Pierre Albert-Birot et Cendrars. En 1920, il joint une nouvelle fois le futurisme dont il publie jusqu'en 1925 les théories dans Noi et, en 1927, fonde avec Paul Dermée et Michel Seuphor, les Documents internationaux de l'Esprit nouveau, une revue cosmopolite consacrée à l'esthétique. En 1929, il est l'un des signataires du Manifeste de l'Aéropeinture avec Marinetti, Fortunato Depero, Giacomo Balla, Dottori, Benedetta Cappa, Fillia, Tato (it) et Somenzi (it) pour sa publication dans la Gazzetta del popolo du 22 septembre 1929, dans l'article intitulé Prospettive di volo. Il a également été professeur de l'Académie de Brera. À Rome, il a instauré et aménagé une Casa d'Arte Italiana.

## Son œuvre
Prampolini occupe une place spéciale dans le paysage européen de l'art abstrait et se caractérise par son profond intérêt pour le dynamisme et l'organicisme, et se manifeste dans les années 1930 et 1940 dans des visions cosmiques et oniriques organisant l'espace de grandes manifestations politiques et commerciales.
Il travaille ensuite à la réalisation d'œuvres bio-plastiques influencées par des visions microscopiques (Apparition de l'être unicellulaire, 1935). Son but était, comme il le dit lui-même, d'« exprimer les latitudes extrêmes de l'introspection du monde ». Sa  production la plus typique se trouve dans les esquisses de décors. Parmi ses nombreuses œuvres, on peut citer sa Maternité cosmique (Galerie Nationale d'Art Moderne de Rome).

## Œuvres décoratives
- 1928 : pavillon futuriste de l'Exposition internationale à Turin ;
- 1932-1933 : salle Prampolini et Dottori de l'Exposition de la révolution fasciste à Rome ;
- 1933 : salle d'attente d'aéroport de la Sixième Triennale de Milan ;
- 1933 : mosaïque monumentale réalisée avec Fillia pour le palais de la Poste à La Spezia ;
- 1939 : pavillon du Mercure de l'Exposition du minéral à Rome ;
- 1940 : pavillon de l'électricité de l'Exposition d'Outre-mer à Naples.

## Expositions
- 1956 : VIIe Quadriennale Nazionale d'Arte di Roma, où il obtient un grand prix.